# L'incognita
L'incognita è un film muto italiano del 1922 diretto da Gennaro Righelli.